# (473081) 2015 HX123
(473081) 2015 HX123 es un asteroide perteneciente al cinturón de asteroides, descubierto el 24 de abril de 2006 por el equipo del Spacewatch desde el Observatorio Nacional de Kitt Peak, Arizona, Estados Unidos.

## Designación y nombre
Designado provisionalmente como 2015 HX12.

## Características orbitales
2015 HX123 está situado a una distancia media del Sol de 2,734 ua, pudiendo alejarse hasta 3,245 ua y acercarse hasta 2,224 ua. Su excentricidad es 0,186 y la inclinación orbital 2,546 grados. Emplea 1651 días en completar una órbita alrededor del Sol.

## Características físicas
La magnitud absoluta de 2015 HX123 es 17,1.